# 이폴리토 알도브란디니 (추기경)

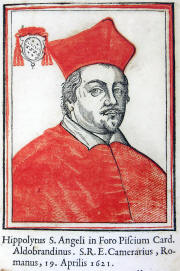
이폴리토 알도브란디니 추기경

이폴리토 알도브란디니(이탈리아어: Ippolito Aldobrandini, 1592년 - 1638년 7월 19일)는 이탈리아 가톨릭교회의 추기경이다. 1623년에서 1638년까지 교황 궁무처장을 역임하였다. 그의 이름인 이폴리토 알도브란디니는 교황 클레멘스 8세가 자신의 이름을 그대로 따서 지어준 것이다. 클레멘스 8세는 이폴리토 추기경의 종조부에 해당한다.